# کانگ سه بیوک
کانگ سه بیوک (انگلیسی: 강새벽)، با عنوان بازیکن ۰۶۷، یکی از شخصیت‌های فصل نخست مجموعه بازی مرکب محصول نتفلیکس است. او یک فراری از کره شمالی به کره جنوبی است که آرزو دارد بتواند از برادر کوچک‌ترش چول حمایت کند و مادرشان را نیز از طریق چین به کره جنوبی بیاورد. به همین منظور، دعوت‌نامه‌ای برای شرکت در مجموعه‌ای از بازی‌های مرگ‌بار با جایزهٔ ۴۵٫۶ میلیارد وونی می‌پذیرد. سه بیوک ابتدا با قهرمان اصلی داستان، سونگ گی هون، از طریق جیب‌بری آشنا می‌شود؛ اتفاقی که موجب تعقیب او توسط گی هون می‌شود. با این حال، با پیشرفت بازی‌ها، این دو برای حفظ جان خود و بقای مشترک، به متحد یکدیگر تبدیل می‌شوند.
این شخصیت توسط هوانگ دونگ هیوک، سازندهٔ مجموعه بازی مرکب، خلق شده است. هوانگ شخصیت سه بیوک را به‌عنوان یک پناهندهٔ کره شمالی طراحی کرد تا بازتابی از اقلیت‌های جامعه کره جنوبی باشد. نقش سه بیوک را جونگ هو یون، مدل کره‌ای، ایفا کرده است. هوانگ دلیل انتخاب او را «نگاه اسب وحشی‌وار» او عنوان کرده است. جونگ برای آماده‌سازی خود جهت ایفای نقش، مستندهایی دربارهٔ فراریان کره شمالی تماشا کرد و همچنین برای درک بهتر نقش، دفترچه‌ای با زاویه دید شخصیت سه بیوک نوشت. او به‌طور منظم با لی یو می (بازیگر نقش جی یونگ) مشورت می‌کرد و معتقد بود این همکاری باعث افزایش شیمی بازیگری میان این دو شخصیت شد.
شخصیت سه بیوک با استقبال گسترده‌ای روبه‌رو شد و از او به‌عنوان یکی از بهترین شخصیت‌های فصل نخست بازی مرکب یاد شده است. بازی جونگ هو یون مورد تحسین منتقدان قرار گرفت و تصویر یک پناهنده که در قالب این شخصیت ارائه شده بود، حائز اهمیت دانسته شد. جی سونگ هو، سیاستمدار و پناهندهٔ اهل کره شمالی نیز اظهار داشت که شخصیت سه بیوک به خوبی بازتابی از واقعیت زندگی پناهندگان کره شمالی در کره جنوبی است.
با وجود استقبال از شخصیت او، مرگ سه بیوک در مجموعه برای بسیاری از منتقدان ناامیدکننده بود و برخی معتقد بودند که بهتر بود او زنده می‌ماند.

## ایده‌پردازی و نگارش

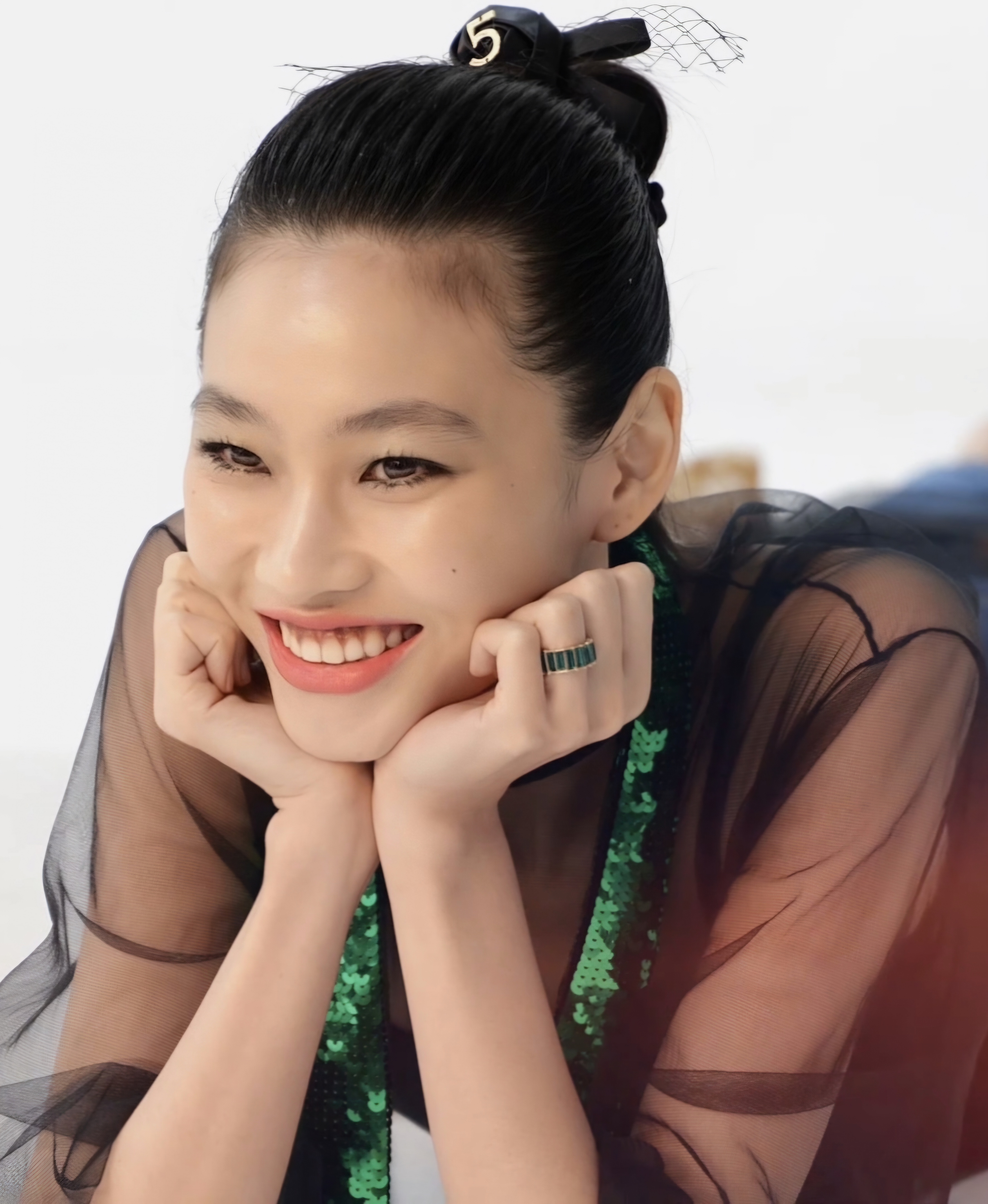
کانگ سه بیوک توسط جونگ هو یون، مدل کره‌ای، به تصویر کشیده شد؛ کسی که با ایفای این نقش، به صورت حرفه‌ای وارد عرصه بازیگری شد.

کانگ سه بیوک توسط هوانگ دونگ هیوک، سازندهٔ مجموعه بازی مرکب، خلق شده است. این شخصیت در ابتدا یک فراری از کره شمالی نبود؛ بلکه این ویژگی پس از نگارش اولیهٔ فیلم‌نامه به او افزوده شد، چرا که هوانگ می‌خواست گونه‌های مختلفی از اقلیت‌ها را که در کره جنوبی زندگی می‌کنند، به تصویر بکشد. نام «سه بیوک» (به معنای «سپیده‌دم») برای او انتخاب شد زیرا شخصیتی بود که قادر به یافتن امید در تاریکی بود. نقش سه بیوک را جونگ هو یون، مدل کره‌ای، ایفا کرد؛ کسی که از طریق این شخصیت، به‌طور حرفه‌ای وارد دنیای بازیگری شد. جونگ پیش از آن، با هدف بازیگر شدن در کلاس‌های بازیگری شرکت کرده و با یک آژانس نیز قرارداد بسته بود. مدت کوتاهی پس از آن، برای تست بازیگری بازی مرکب دعوت شد؛ نقشی که بسیاری از بازیگران زن برای آن آزمون بازیگری داده بودند. هوانگ بیان کرد که صدا و ظاهر جونگ با تصویری که از سه بیوک در ذهن داشت مطابقت داشت و امیدوار بود که «طراوت و گیرایی تازه‌اش» در نقش به چشم بیاید. جونگ نیز عنوان کرد که هوانگ به او گفته بود چشمانش شبیه چشمان یک اسب وحشی است و به نظرش، او اراده‌ای قوی دارد. پس از اجرای حضوری تست بازیگری، هوانگ نقش را به او واگذار کرد. او همچنین گفته بود که ترجیح می‌داد برای این نقش از بازیگری کمتر شناخته‌شده استفاده کند.
برای آماده‌سازی نقش، جونگ مستندهایی دربارهٔ فراریان کره شمالی تماشا کرد و با کمک یک مربی، لهجهٔ کره شمالی را تمرین نمود. همچنین، با نوشتن دفترچه خاطراتی از زبان سه بیوک، گذشته‌ای برای شخصیت خلق کرد که در مجموعه به تصویر کشیده نشده بود. او کلاس‌های هنرهای رزمی نیز گذراند و همراه با بازیگران دیگری چون هو سونگ ته بازیگر نقش جانگ دوک سو تمرین کرد. همچنین، لی یو می بازیگر نقش جی یونگ نخستین همراه تمرین دیالوگ او بود؛ شخصی که جونگ مرتباً با او مشورت می‌کرد. او باور داشت که این گفتگوها کمک زیادی به شیمی طبیعی میان این دو شخصیت کرده است و این ارتباط در صحنهٔ نهایی مشترک‌شان به‌خوبی نمایان شده است. جونگ سخت‌ترین صحنهٔ بازی‌اش را صحنهٔ بیرون کشیدن تکه شیشه از بدن شخصیت سه بیوک دانست و عنوان کرد که در این صحنه به سختی توانست جلوی گریه‌اش را بگیرد و حس می‌کرد که کاملاً در وجود شخصیت سه بیوک فرورفته است. در توصیف اینکه چه چیزی او را به شخصیت سه بیوک جذب کرد، جونگ گفت: «ویژگی‌ای که بیش از همه مجذوبم کرد، توانایی سه بیوک در فداکاری برای دیگران بود؛ چیزی که برخلاف شخصیت فردگرای من است. این نقش باعث شد بیشتر به فکر دیگران باشم.»

## بازخورد
شخصیت کانگ سه بیوک عموماً با بازخورد مثبت از سوی مخاطبان و منتقدان مواجه شد و توسط بروک لامانتیا نویسندهٔ د کات، به‌عنوان یکی از «محبوب‌ترین شخصیت‌ها نزد هواداران»، به‌ویژه در میان زنان، توصیف شد. لامانتیا ظاهر سه بیوک را جذاب دانسته و ویژگی‌هایی مانند «چتری‌های نرم، چشم‌های درشت و لب‌های برآمده» را از دلایل محبوبیت ظاهری او برشمرده است. الکس ولش، نویسندهٔ این‌ورس، او را بهترین شخصیت فصل اول دانست و عملکرد جونگ هو یون را از برترین بازی‌های سال ۲۰۲۱ در تلویزیون و سینما ارزیابی کرد. او معتقد بود تلاشی که جونگ برای ایفای این نقش به خرج داد، کاملاً ارزشمند بود. همچنین او اظهار داشت که سابقهٔ مدلینگ جونگ به طبیعی و هدفمند بودن بازی‌اش کمک کرده و همهٔ حرکات شخصیت سه بیوک را «دارای معنا و واقعی» توصیف کرد. ملیندا لواین، نویسندهٔ Duluth News Tribune، گذار موفق جونگ از مدل به بازیگر را تحسین کرد و گفت او در نمایش احساساتی چون «ترس و پایداری» به خوبی عمل کرده و این بازی را یک «انقلاب در روایت و بازیگری» دانست. کیتی برت، نویسندهٔ دن آو گیک، شخصیت‌های سه بیوک و جی یونگ را نماد «توانایی برای امید» معرفی کرد و عنوان «گانبو» (به‌معنای «دوست خوب») را نمادی از رابطهٔ میان این دو شخصیت دانست. ایمی هارت، نویسندهٔ گیمینگ مگ، رابطهٔ میان سه بیوک و جی یونگ را یکی از ابعاد تأثیرگذار مجموعه توصیف کرد. او معتقد بود که این رابطه فرصتی برای نمایش آسیب‌پذیری و رشد شخصیتی سه بیوک فراهم کرد و نشان داد که این دو شخصیت احترام متقابل زیادی برای یکدیگر قائل‌اند. هارت مرگ جی یونگ را برای سه بیوک دردناک و تأثیرگذار دانست و افزود که مرگ خود سه بیوک در ادامه، بر شدت این اندوه می‌افزاید.
پس از موفقیت بازی مرکب، تعداد دنبال‌کنندگان اینستاگرام جونگ هو یون از حدود ۴۰۰ هزار نفر به ۱۳ میلیون نفر افزایش یافت. در ادامه، این تعداد به ۲۰ میلیون دنبال‌کننده رسید. همچنین موجی در یوتیوب شکل گرفت و در آن، برای جلب توجه بیشتر، بر روی ویدیوهای قدیمی مرتبط با جونگ، عنوان بازی مرکب اضافه می‌شد.